# Semaine 40
D'après la norme ISO 8601, une semaine débute un lundi et s'achève un dimanche, et une semaine dépend d'une année lorsqu'elle place une majorité de ses sept jours dans l'année en question, soit au moins quatre. Dès lors, la semaine 40 est la semaine du quarantième jeudi de l'année. Elle suit la semaine 39 et précède la semaine 41 de la même année.
La semaine 40 est pratiquement toujours la semaine du 4 octobre, sauf exceptionnellement, dans le cas d'une année bissextile commençant un jeudi.
Elle commence au plus tôt le 27 septembre et au plus tard le 4 octobre.
Elle se termine au plus tôt le 3 octobre et au plus tard le 10 octobre.

## Notations normalisées
La semaine 40 dans son ensemble est notée sous la forme W40 pour abréger.
| Jour de la semaine 40 | Notation |
| --------------------- | -------- |
| Lundi                 | W40-1    |
| Mardi                 | W40-2    |
| Mercredi              | W40-3    |
| Jeudi                 | W40-4    |
| Vendredi              | W40-5    |
| Samedi                | W40-6    |
| Dimanche              | W40-7    |

## Cas de figure
| Cas | Le 31 décembre est… | L'année est une année… | Le quarantième jeudi de l'année tombe… | La semaine 40 débute… | La semaine 40 s'achève… | Premier cas après 2008 |
| --- | ------------------- | ---------------------- | -------------------------------------- | --------------------- | ----------------------- | ---------------------- |
| 0   | Un vendredi         | bissextile DC          | Le 30 septembre                        | Le lundi 27 septembre | Le dimanche 3 octobre   | 2032                   |
| 1   | Un jeudi            | D ou ED                | Le 1er octobre                         | Le lundi 28 septembre | Le dimanche 4 octobre   | 2009                   |
| 2   | Un mercredi         | E ou FE                | Le 2 octobre                           | Le lundi 29 septembre | Le dimanche 5 octobre   | 2014                   |
| 3   | Un mardi            | F ou GF                | Le 3 octobre                           | Le lundi 30 septembre | Le dimanche 6 octobre   | 2013                   |
| 4   | Un lundi            | G ou AG                | Le 4 octobre                           | Le lundi 1er octobre  | Le dimanche 7 octobre   | 2018                   |
| 5   | Un dimanche         | A ou BA                | Le 5 octobre                           | Le lundi 2 octobre    | Le dimanche 8 octobre   | 2017                   |
| 6   | Un samedi           | B ou CB                | Le 6 octobre                           | Le lundi 3 octobre    | Le dimanche 9 octobre   | 2011                   |
| 7   | Un vendredi         | C                      | Le 7 octobre                           | Le lundi 4 octobre    | Le dimanche 10 octobre  | 2010                   |

1. 1 2 3  Dans ce cas, l'année compte une semaine 53.